# Tripla giunzione delle Azzorre

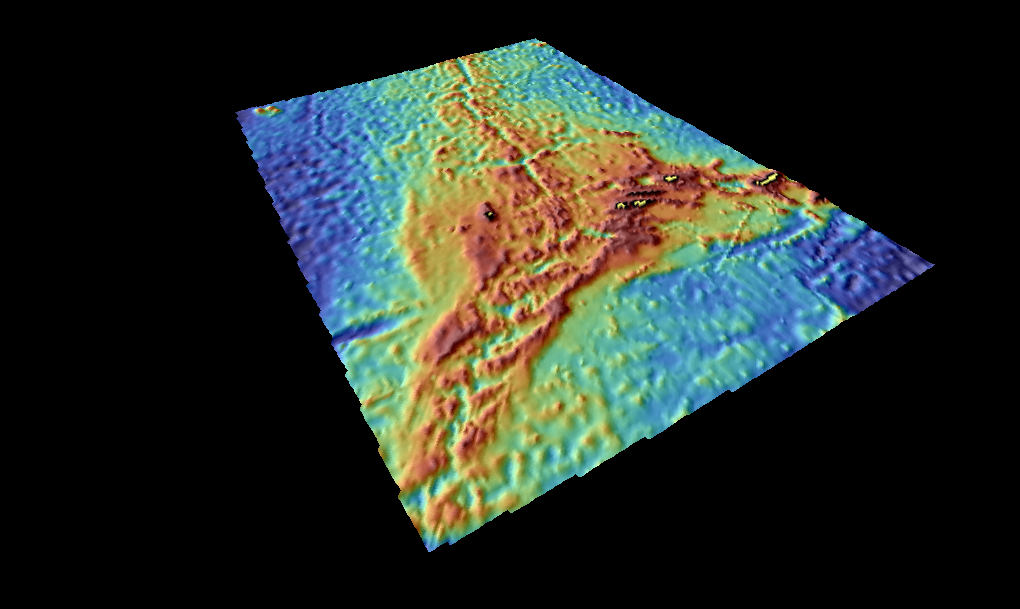
La tripla giunzione delle Azzorre

La tripla giunzione delle Azzorre (in inglese Azores triple junction, ATJ) è una tripla giunzione geologica dove si intersecano i margini di tre placche tettoniche: la placca nordamericana, la placca euroasiatica e la placca africana. 
Questo punto di intersezione è situato lungo la dorsale medio atlantica (in inglese Mid-Atlantic Ridge, MAR) all'altezza delle isole Azzorre, ad ovest dello stretto di Gibilterra. La giunzione è di genere R-R-R, poiché è l'intersezione della dorsale medio atlantica, che si snoda in direzione nord-sud, e del rift di Terceira, che si estende in direzione est-sud est, e, per la sua forma, è classificata di tipo T.
Essendo, come detto, di tipo R-R-R, la tripla giunzione delle Azzorre è una giunzione stabile.
Invece di diminuire improvvisamente in corrispondenza della giunzione, la velocità dell'allargamento della dorsale medio atlantica diminuisce da 22,9±0,1 mm/anno a una latitudine di 40°N a 19,8±0,2 mm/anno a 38°N. Una così piccola diminuzione del tasso di crescita significa che l'ATJ non è una semplice tripla giunzione in cui si incontrano tre placche tettoniche, bensì indica la presenza di una microplacca, a cui comunemente ci si riferisce come microplacca delle Azzorre. Il margine settentrionale di questa microplacca interseca la dorsale medio atlantica ad una latitudine compresa tra 39,4°N e 40,0°N mentre il margine meridionale la interseca ad una latitudine compresa tra 38,2°N e 38,5°N.

La microplacca si muove in direzione est-nord est ad una velocità di circa 2 mm/anno lungo il margine della placca africana.